# Котка рибар
Котката рибар (Prionailurus viverrinus), наричана още рибна котка, е хищник от семейство Коткови със средни размери. Козината ѝ е сиво-зеленикава на цвят, изпъстрена с черни петна, които преминават в ивици на врата и главата. Има плоско чело и къси, странично разположени уши. Опашката ѝ е относително къса, по-малко от половината от дължината на главата и тялото, забелязана в основата и с няколко черни пръстена в края. Тя е около два пъти по-голяма от домашната котка, със закръглени и мускулести средни до къси крака. Лицето и́ е удължено. Дължината на тялото ѝ е от 57 до 78 см, опашката е между 20 и 30 см дълга. Тежи от 5 до 16 кг.
Среща се в Пакистан, Западна и Южна Индия, Шри Ланка и в Югоизточна Азия до Непал, Бутан и Китай на север и о-в Ява на изток. Живее в близост до вода; в джунгли, блата обрасли с тръстика или в мангрови гори по крайбрежието. Отличен плувец е и се храни предимно с риба, която умее да лови, гмуркайки се.
Котката рибар е вписана в Червения списък на световнозастрашените видове на IUCN като застрашен вид.